# Johannes Gerardus Maria Willebrands
Johannes Gerardus Maria Willebrands, nizozemski rimskokatoliški duhovnik, škof in kardinal, * 4. september 1909, Bovenkarspel, † 2. avgust 2006.

## Življenjepis
26. maja 1934 je prejel duhovniško posvečenje.
28. junija 1960 je postal tajnik Papeškega sveta za promocijo krščanske enotnosti. 
4. junija 1964 je bil imenovan za naslovnega škofa Mavrijane; 28. junija istega leta je prejel škofovsko posvečenje.
12. aprila 1969 je postal predsednik papeškega sveta in bil 28. aprila istega leta je bil povzdignjen v kardinala ter bil istočasno imenovan za kardinal-diakona Ss. Cosma e Damiano. 
6. decembra 1975 je bil imenovan za kardinal-duhovnika S. Sebastiano alle Catacombe, za vojaškega škofa Nizozemske in za nadškofa Utrechta.
22. novembra 1982 je odstopil s škofovskega in 3. decembra 1983 s nadškofovskega položaja.
Upokojil se je 12. decembra 1989.